# Oleg Cekov
Oleg Mussovič Cekov (in russo Олег Муссович Цеков?; Čeljabinsk, 17 novembre 1966) è un generale russo.

## Biografia
Cekov è nato il 17 novembre 1966 a Čeljabinsk, capoluogo dell'omonima regione, nell'allora RSFS Russa.

### Carriera militare
Nel 1988, Cekov si è diplomato presso la Scuola superiore di comando Carri Armati di Čeljabinsk, dove ha completato la sua formazione militare come cadetto del 3° plotone della 9ª compagnia.
Dal 2007 al 2009, ha ricoperto il ruolo di comandante della 74ª Brigata fucilieri motorizzata delle guardie della 41ª Armata combinata.
Nel 2011, dopo essersi diplomato all'Accademia militare di stato maggiore, ha preso il comando della 200ª Brigata fucilieri motorizzata delle guardie. Durante questa carica, Cekov è stato al centro di controversie legate al conflitto in Ucraina nel Donbass, in particolare per le accuse mosse dal Servizio di sicurezza ucraino (SBU), che lo hanno identificato con lo pseudonimo di Oleg Turov. Lo SBU sostiene che l'ufficiale abbia comandato la 2ª Brigata fucilieri motorizzata della Repubblica separatista di Lugansk nel periodo compreso tra l'autunno 2014 e la primavera del 2015, un'unità attiva durante il conflitto armato nella regione. Dopo essere tornato dall'Ucraina, è stato rimesso al comando della 200ª Brigata.
Il 21 febbraio 2015, Cekov è stato promosso al grado di maggior generale con decreto del Presidente della Federazione Russa n. 91. Nel dicembre successivo è stato nominato capo di stato maggiore della 6ª Armata combinata. Dal 5 luglio 2017 al 2018 ha ricoperto il ruolo di capo di Stato Maggiore e primo vice comandante dell'8ª Armata combinata del Distretto militare meridionale sotto Sergej Kuzovlev.
Successivamente, il 2 febbraio 2020, ha ottenuto la promozione a tenente generale. Nello stesso anno, il 18 settembre, è stato nominato vice comandante dell'Accademia delle armi combinate delle forze armate russe.

### Guerra russo-ucraina
Il 22 settembre 2023 Cekov è rimasto ferito entrando in coma dopo un attacco missilistico ucraino al quartier generale della flotta del Mar Nero, secondo il capo dell'intelligence ucraina, Kyrylo Budanov.